# Palazzo dei Contratti e delle Manifestazioni
Il palazzo dei Contratti e delle Manifestazioni conosciuto come Borsa Merci è un edificio pubblico di Bergamo, realizzato su volere dell'amministrazione della Camera di Commercio cittadina che ne è il proprietario.

## Storia
Agli albori degli anni cinquanta del Novecento, il presidente della Camera di Commercio di Bergamo Giacinto Gambirasio, espresse la volontà di completare la zona presente in prossimità del Centro piacentiniano con la formazione di un palazzo amministrativo, di rappresentanza e di ospitalità posto sul lato sinistro di piazza della Libertà dove vi è il palazzo omonimo, con l'importante intento di dare sostegno alle arti, e agli artisti del territorio.
La commissione edilizia di Bergamo commissionò agli ingegneri il progetto del nuovo edificio: a Marcello Piacentini il progetto della parte strutturale, e a Sandro Angelini il progetto degli arredi interni. Già l'anno successivo l'11 dicembre, fu indetto un concorso per i decori che fu vinto da Costante Coter e Enrico Maffioletti. Il palazzo fu inaugurato il 31 ottobre 1953.

## Descrizione
L'ingegnere Piacentini progettò il nuovo palazzo avendo particolare attenzione al Palazzo della Libertà posto sul fianco destro e opera di Alziro Bergonzo. 
La facciata si presenta con una cromatura che si alterna ritmicamente con il marmo grigio di Zandobbio e di San Benedetto.
Gli interni ospitano importanti lavori artistici.
All'interno vi sono alcune sale con destinazione differenti. Al primo piano la galleria dedicata all'artigianato locale con un'opera bronzea di Elia Ajolfi, la grande Sala Sestini dedicata a Roberto Sestini decorata con il grande mosaico vitreo dedicato alle attività artigianali lavoro di Erminio Maffioletti e Domenico Rossi, con la possibilità di ospitare numerose presenze e poltrone complete di tavoletta di scrittura, la Sala del Consiglio luogo d'incontro per i consiglieri della Camera di Commercio, con il pannello in bronzo opera di Costante Coter, e alcune sale minori come quella delle Tarsie e dei Relatori. Le aule sono complete di servizi Wi-Fi e quanto necessario per eventi digitali live e conferenze on line.
Le sale sono a disposizione previo richiesta di richiesta e verifica disponibilità.